# Saint-Martial-Entraygues
Saint-Martial-Entraygues ist eine französische Gemeinde mit 105 Einwohnern (Stand 1. Januar 2022) im Département Corrèze in der Region Nouvelle-Aquitaine.

## Geografie
Die Gemeinde liegt im Zentralmassiv etwa 500 Meter nördlich der Dordogne unweit der Doustremündung und ist von ausgedehnten Wäldern umgeben. Tulle, die Präfektur des Départements befindet sich rund 28 Kilometer nordwestlich und Argentat 6 Kilometer südwestlich.
Nachbargemeinden von Saint-Martial-Entraygues sind
- Saint-Martin-la-Méanne im Norden,
- Servières-le-Château im Osten,
- Hautefage im Südosten,
- Argentat-sur-Dordogne mit Argentat im Westen und Saint-Bazile-de-la-Roche im Nordwesten.

## Wappen
Beschreibung: In Silber ein roter Löwe, umgeben von einem schwarzen Bord mit acht goldenen Kugeln.

## Einwohnerentwicklung
| Jahr      | 1962 | 1968 | 1975 | 1982 | 1990 | 1999 | 2007 | 2017 |
| Einwohner | 80   | 94   | 76   | 103  | 98   | 87   | 88   | 84   |